# 木蠹蛾寄蝇属
木蠹蛾寄蝇属（学名：Xylotachina）为寄蝇科的一个属。

## 下属物种
本属包括以下物种：
- 带柳木蠹蛾寄蝇 Xylotachina diluta (Meigen, 1824)
- Xylotachina vulnerans Mesnil, 1953